# Post mortem auctoris
Post mortem auctoris (kurz: p. m. a.), wörtlich übersetzt „nach dem Tod des Autors“, ist eine lateinische Phrase, die im Urheberrecht allgemein verwendet wird, um den Anknüpfungspunkt der Schutzdauerberechnung anzugeben. So beträgt die Schutzfrist von Werken in Deutschland etwa 70 Jahre post mortem auctoris (Regelschutzfrist), womit gemeint ist, dass der Schutz eines Werkes 70 Jahre nach dem Tod des Urhebers endet (vgl. § 64 Abs. 1 Urheberrechtsgesetz [UrhG]). Post mortem auctoris bedeutet nicht, dass der Schutz erst nach dem Tod des Autors beginnt – er beginnt stets bereits mit Schaffung des Werkes.
Das deutsche Urheberrecht kennt daneben auch andere Anknüpfungspunkte. Zum Beispiel endet die 70-jährige Schutzdauer anonymer und pseudonymer Werke 70 Jahre nach ihrer Veröffentlichung (§ 66 Abs. 1 S. 1 UrhG). Bei den verwandten Schutzrechten wird in Deutschland durchgängig nicht post mortem auctoris angeknüpft. Die Schutzfrist des ebenfalls 70-jährigen Leistungsschutzrechts des Tonträgerherstellers wird beispielsweise grundsätzlich ab dem Zeitpunkt des Erscheinens des Tonträgers berechnet (§ 85 Abs. 3 S. 1 UrhG).
Die Schutzdauerberechnung post mortem auctoris hat im Bereich des urheberrechtlichen Werkschutzes eine lange Geschichte. In Deutschland sah etwa bereits das Preußische Gesetz vom 11. Juni 1837 einen Schutz der Erben des Autors „noch dreißig Jahre lang nach dem Tode ihres Erblassers“ vor (§ 6). Seit die Berner Übereinkunft eine (50-jährige) Mindestschutzfrist vorsieht, ist geregelt, dass diese ab dem Tod des Urhebers zu berechnen ist (Art. 7 Abs. 1 der Berliner Fassung [1907]). Hingegen knüpften etwa die USA noch bis zum Copyright Term Extension Act (1998) ihre Schutzdauer an den Zeitpunkt der Veröffentlichung des Werkes an.